# Makanai: la cocinera de las maiko
Makanai: la cocinera de las maiko (en japonés, 舞妓さんちのまかないさん) es una serie de televisión japonesa escrita y dirigida por Hirokazu Koreeda y protagonizada por Nana Mori y Natsuki Deguchi. Está basada en el manga Maiko-san chi no Makanai-san, de Aiko Koyama. Se estrenó en la plataforma Netflix el 12 de enero de 2023.

## Sinopsis
La historia se desarrolla en el hanamachi, el barrio de geishas de Kioto. Aquí, después de que las geishas terminan su trabajo a altas horas de la noche, descansan en un albergue (yakata) para prepararse para el día siguiente. Dos amigas inseparables se mudan de la prefectura de Aomori a este barrio de Kioto, soñando en convertirse en maiko (aprendices de geisha). Unos años después, siguen caminos distintos, pero bajo el mismo techo: una de ellas, Sumire, alcanza su sueño, mientras la otra, Kiyo, acaba trabajando en la cocina de la casa de maiko donde se alojan ambas.

## Reparto
- Nana Mori como Kiyo.
- Natsuki Deguchi como Sumire.
- Aju Makita como Ryoko, la hija de la dueña del yakata, casa donde viven las maiko.
- Kenta Nakawatari como Deguchi, un amigo de infancia de las protagonistas.
- Momoko Fukuchi como Tsurugoma, una maiko sénior de Kiyo y Sumire.
- Ai Hashimoto como Momoko, la geisha más popular.
- Keiko Matsuzaka como Chiyo, expropietaria del yakata.
- Takako Tokiwa como Azusa, la dueña de la casa y madre de Ryoko.
- Mayu Matsuoka como Yoshino, una geisha que es excompañera de clase de Momoko.
- Lily Franky como Ren, el camarero de la casa.[5][6]
- Yukiya Kitamura como Takeshi Ishida, un hombre que cuida a las maiko.
- Kotoko Wakayanagi como Kikuno, una maiko sénior.
- Toshinori Omi como Ryu Seino, un camarógrafo.
- Keiko Toda como Kimie Sakurai, que enseña a bailar a las maiko.
- Kayoko Shiraishi como la abuela de Kiyo que vive en Aomori.
- Arata Iura como Masahiro Tanabe, un arquitecto que lleva muchos años enamorado de Azusa.
- Kairi Jyo como Kenta Nakanowatari.
- Kotona Minami como Kotono.
- Kanji Furutachi como Kanjiro Furutachi.

## Producción
La serie está basada en el manga Maiko-san chi no Makanai-san, de Aiko Koyama, aunque incorpora nuevos personajes respecto a este. El manga se publica con gran éxito en la revista Weekly Shōnen Sunday de Shōgakukan desde diciembre de 2016, y ganó el premio al Mejor Manga Shōnen en los 65.º Premios Manga Shōgakukan en enero de 2020.
Hirokazu Koreeda está a cargo de la dirección general el guion del drama. Genki Kawamura está a cargo de la planificación y Ai Tsuno, Daishi Okuyama y Kaima Sato dirigen cada episodio. La serie ha contado también con la aportación de un director artístico (Yohei Taneda), y un estilista de alimentos (Nami Iijima).
Según el propio Koreeda, su interés por la historia que narra la serie surgió de la curiosidad por ese mundo, que desconocía: «me di cuenta de que no tenía ni idea de cómo las geiko y las maiko viven sus vidas en la actualidad [...] Pensé que reflexionar sobre este estilo de vida diferente y más antiguo podría ofrecer una idea de cómo vivimos el resto de nosotros hoy». El director visitó una casa yakata y pasó un día entero con su makanai, una mujer de 70 años (en la vida real, no hay adolescentes que trabajen como makanai). Un elemento importante que percibió es que la visión estereotipada que se tiene de las geishas ha sido modelada por Memorias de una geisha, y se asume que son todas niñas como las de esta película; en realidad, las personas que conoció Koreeda estaban entusiasmadas con esta tradición, que era algo que habían buscado activamente.
En septiembre de 2022 se lanzó el primer tráiler de la serie.

## Crítica
En Otros cines, Diego Batlle dice de la serie que es «sutil, reposada, melancólica, bella, íntima, sensible y decididamente tierna», con el «sello minimalista y austero de Hirokazu Koreeda», aunque solo sea responsable directo de los dos primeros capítulos. Concluye Batlle: «quizás por momentos demasiado naïf (todos los personajes tienen algo de ingenuidad e inocencia), Makanai: la cocinera de las Maiko nunca deja de perder su encanto incluso con ciertos excesos pintoresquistas con escenas de canto, danza, regresos a tradiciones milenarias hoy en decadencia (la propia cultura de las geishas) y —claro— mucha gastronomía».
Angie Han (The Hollywood Reporter) escribe que la serie no presenta giros dramáticos, sino que presenta «los ritmos familiares de la vida cotidiana: la charla ociosa entre los compañeros de cuarto en el desayuno, la prisa de los preparativos antes de una actuación, el roce de una pala sobre la nieve» de un modo poco reconocible para quien conoce el Japón moderno pero nada de esta cultura, confiando en que el espectador sepa orientarse en sus rituales. Por otra parte, esta representación de la intimidad en la yakata está desligada del mundo exterior a la misma: «la serie permanece decididamente enfocada en las vidas insulares de sus personajes enclaustrados».